# Chełm Śląski
Chełm Śląski [ˈxɛwm ˈɕlõsci] (deutsch Groß Chelm) ist ein Dorf im Powiat Bieruńsko-Lędziński der Woiwodschaft Schlesien in Polen. Es ist Sitz der gleichnamigen Landgemeinde mit 6403 Einwohnern (Stand 31. Dezember 2020) und liegt zwischen Imielin und Oświęcim.

## Geschichte
Die Ersterwähnung von Groß Chelm datiert auf das Jahr 1368. Zu dieser Zeit gehörte das Dorf zum Herzogtum Ratibor, von dem es wie seine Nachbarorte Kosztow und Imielin durch die ausgedehnten Wälder im Quellgebiet der Klodnitz und Mleczna abgeschnitten war. 1391 schenkte Herzog Johann II. die drei an der Przemsa gelegenen Dörfer an der Ostgrenze seines Herzogtums Ratibor dem Krakauer Bischof Johann III. Radlica.
Das Bistum, das zuvor schon die Grundherrschaft besaß, löste die drei Dörfer aus Schlesien heraus, da es auch Landeshoheit beanspruchte. Während die umliegenden Gebiete im 16. Jahrhundert zur böhmischen Krone gelangten, verblieb die Enklave in polnischer Hand. Nach der Eroberung Schlesiens durch Preußen verlangte Friedrich II. die Übergabe der Enklave, die 1772 in das preußische Staatsgebiet eingegliedert wurde. Nach dem Verzicht des Bistums auf die Grundherrschaft entstand das Amt Imielin.
1807 wurde dieses Amt auf Grund seiner früheren Zugehörigkeit zum Bistum Krakau dem neu errichteten Fürstentum Siewierz unter Marschall Jean Lannes, Herzog von Montebello zugeordnet und kam 1817 an Preußen zurück. 1818 wurde Groß Chelm Teil des Kreises Pleß.
Nach der Volksabstimmung in Oberschlesien 1921 gehörte der Ort zu Ostoberschlesien, das nach einer Entscheidung des Völkerbundes im Jahre 1922 an Polen überging.
Von 1939 bis 1945 war der Ort völkerrechtswidrig Teil des Deutschen Reiches.
1945 wurden die Orte Chełm (Groß Chelm), Goławiec (Gollawietz), Górki (Gurkau) und Kopciowice (Kopziowitz) zur Gemeinde Chełm Wielki vereinigt, die später den Namen Chełm Śląski erhielt. Im Jahre 1951 entstand eine Ventilatorenfabrik.
Zwischen 1954 und 1972 war Chełm Sitz der Gromada Chełm.
Der Ort wurde 1973 nach Imielin eingemeindet. Gemeinsam mit Imielin wurden auch Chełm Śląski 1975 ein Teil von Tychy und ab 1977 von Mysłowice. Zum 1. Januar 1995 bekam der Ort seine Selbständigkeit zurück, zur neu gebildeten Gemeinde gehören noch die Dörfer Kopciowice (Kopziowitz) und Chełm Mały (Klein Chelm).

## Gemeinde
Zur Landgemeinde (gmina wiejska) Chełm Śląski gehören das Dorf selbst und zwei weitere Dörfer mit Schulzenämtern (sołectwa).

## Persönlichkeiten
- Jan Klimek (* 1952), Wirtschaftswissenschaftler, Politiker, Hochschullehrer und Fachbuchautor
- Andrzej Halemba (* 1954), Geistlicher, Missionar, Übersetzer
- Radosław Gilewicz (* 1971), ehemaliger Fußballspieler.